# فكتور (كولورادو)
فكتور (بالإنجليزية: Victor, Colorado)‏ هي مدينة تقع في مقاطعة تيلير بولاية كولورادو في الولايات المتحدة. تأسست عام 1891، تبلغ مساحتها 0.7 (كم²)، وترتفع عن سطح البحر 2959 م، بلغ عدد سكانها 397 نسمة في عام 2010 حسب إحصاء مكتب تعداد الولايات المتحدة وتصل الكثافة السكانية فيها 567.7 نسمة/كم2.

## معرض صور

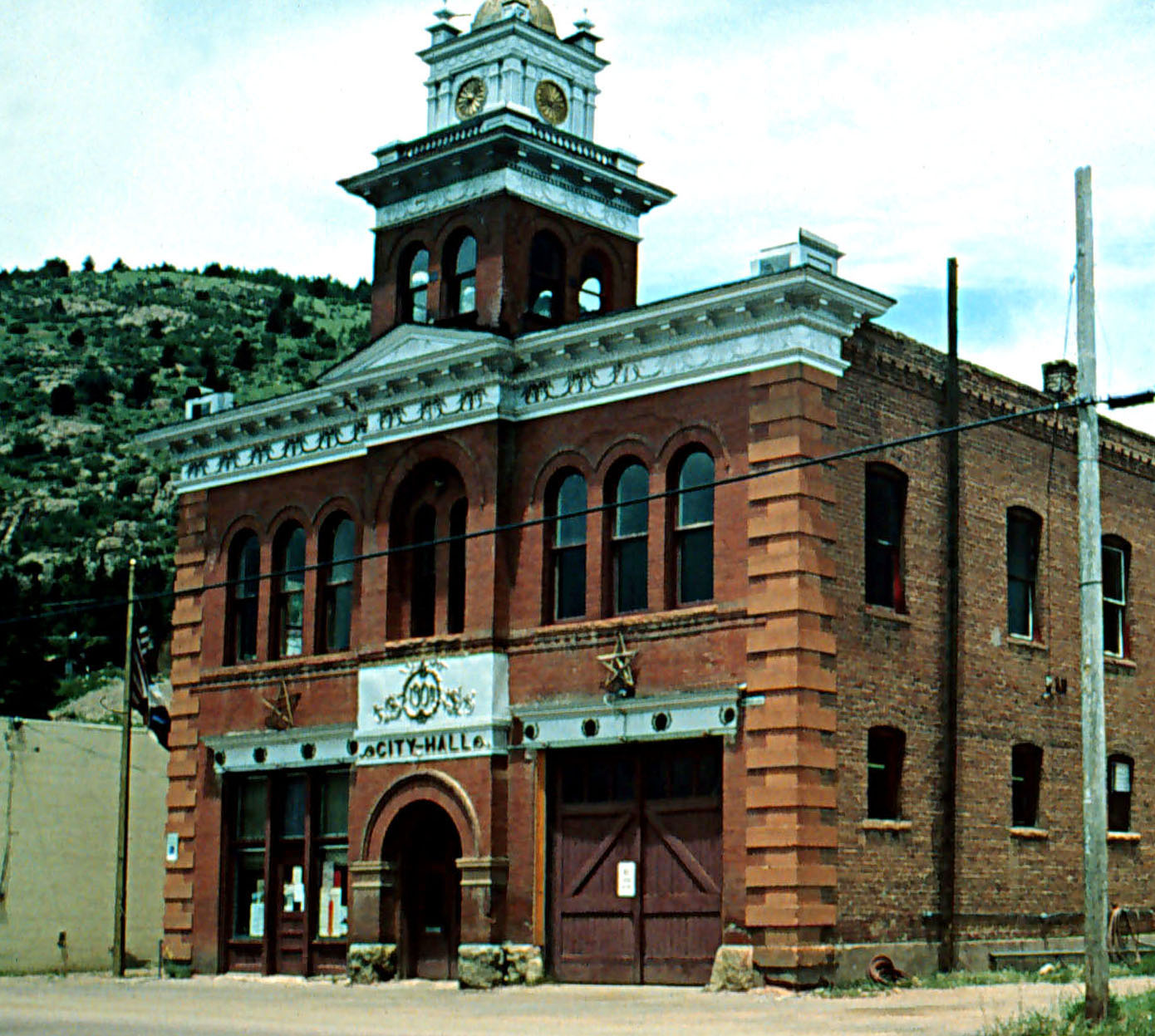
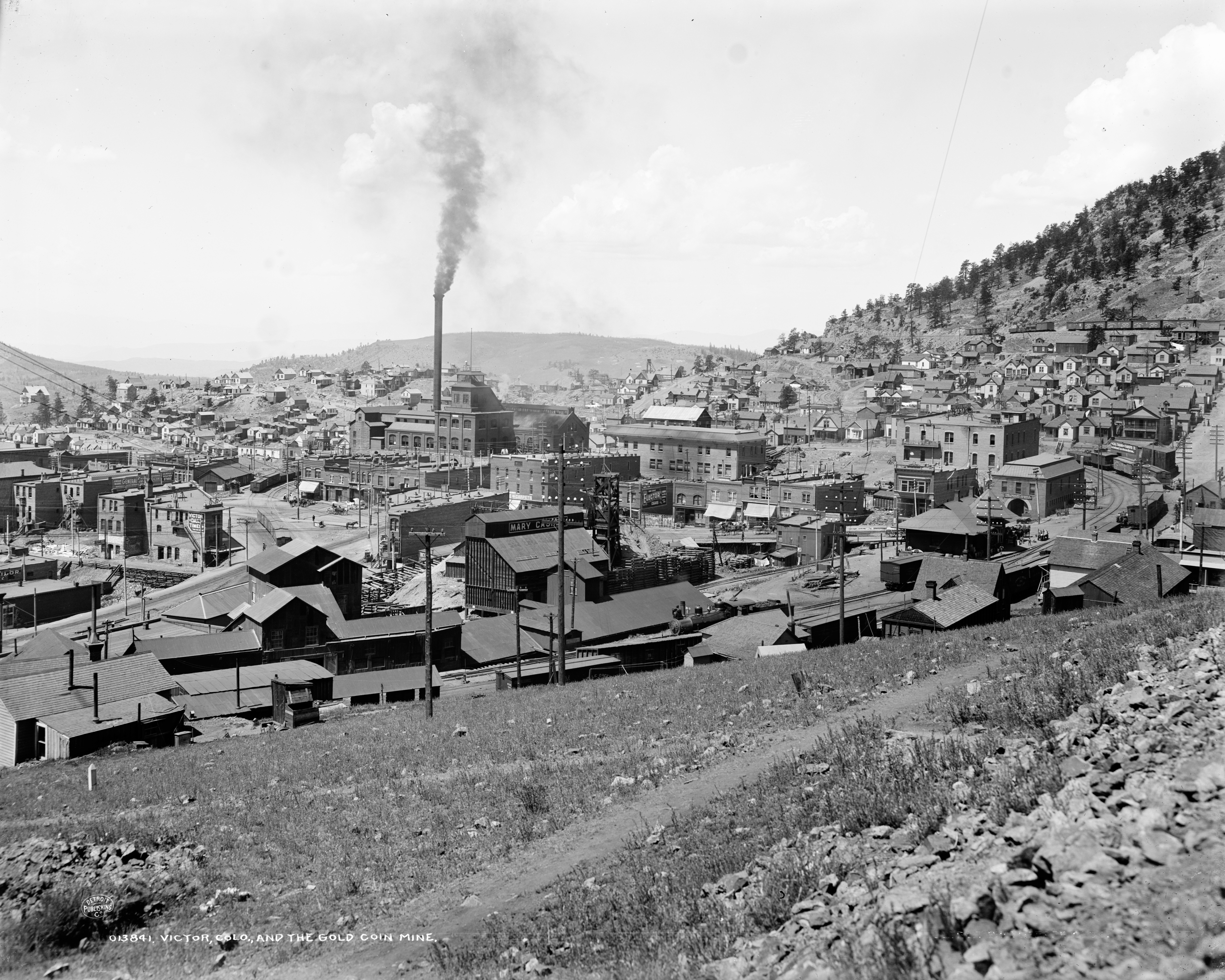
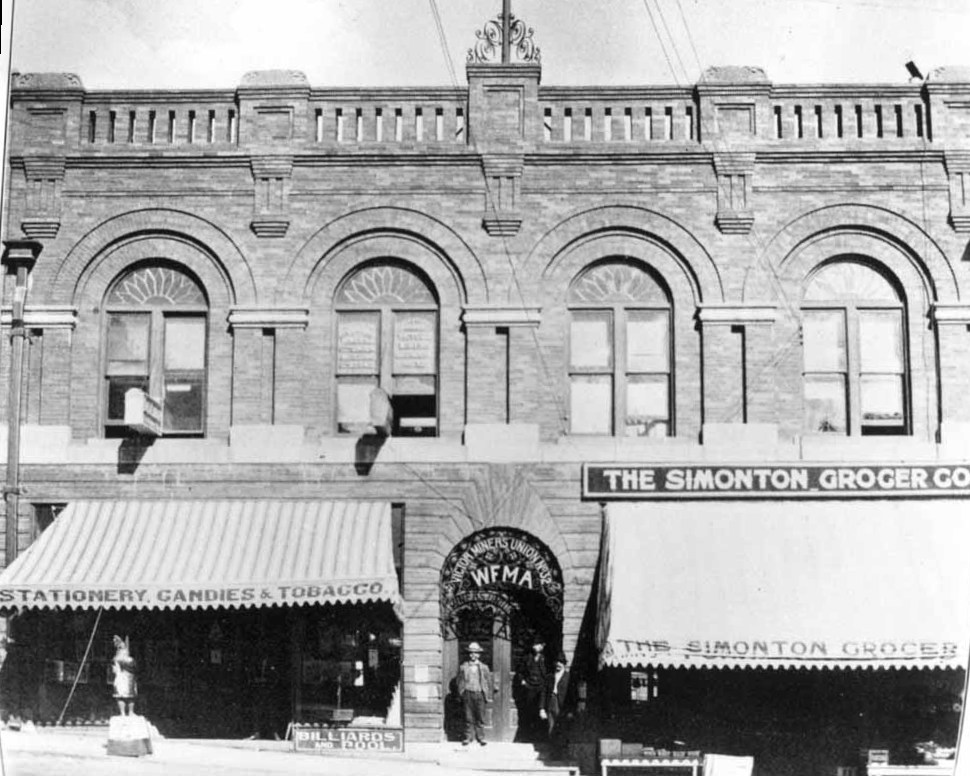